# Пилсудский, Пётр Павел
Пётр Павел Пилсудский (пол. Piotr Paweł Piłsudski, лит. Petras Povilas Pilsudskis; (29 июня 1794 — 24 ноября 1851 Пошушве) — дед Юзефа Пилсудского.

## Биография
Пётр Павел Пилсудский, герб Пилсудского, родился в 1795 году в семье председателя Росенского двора Казимира Пилсудского и Анны Пилсудской, урожденной Биллевич. Он был братом Валерия, Ежи, Юзефа и Терезы. Петр вырос в имении Жемиголе, которое его отец получил в 1807 году в связи со своей должностью, но потерял его примерно через дюжину лет. В этой ситуации Петр и его младший брат Валерий оказались в тяжелом финансовом положении. В 1832 году в Париже дед будущего маршала женился на Теодоре Урсуле Отилии Бутлер из Рапсана (1811—1886), которая была на шестнадцать лет моложе. Затем он получил от сестры своей матери, Евфрозины Бяллозоровой, урожденной Биллевич, поместье Пошушве вместе с другими поместьями и обширными лесами, где он жил. В 1843 году умер его тесть Винсенти Батлер, оставив семье поместье Рапсана. Петр Пилсудский поселился в имении жены и решил сдать Пошушева в аренду своему брату Валерию Пилсудскому. Однако в 1849 году Петр вернулся в свое прежнее имение, где и оставался до конца жизни. Он умер в Пошушуве 24 ноября 1851 года.

## Дети
У него было восемь детей от Теодоры Батлер:
- Юзефа Винцентий Пилсудского (1833—1902) Отец Юзефа Пилсудского
- Валерия Гедговдова (1843—1926)
- Юлия Борткевичова (1836—1910)
- Тереза Симоновичова (1838—1906)
- Ильдефонса — умер в возрасте 8 лет.
- Винсент (1839—1916)
- Отто умер в детстве
- Анна, умершая в детстве